# Cryosfeer
De cryosfeer zijn de gebieden waar water voorkomt in de vorm van sneeuw, permafrost, pakijs of gletsjers. Twee miljard jaar geleden, door afkoeling van de aarde, werd voor het eerst de cryosfeer gevormd. 
Seizoen- en klimaatveranderingen leiden tot fluctuaties in de cryosfeer. Grote veranderingen in de cryosfeer leiden tot zeespiegelstijgingen wat weer invloed heeft op het klimaat en de biosfeer. Tegenwoordig is met behulp van satellieten de omvang van de cryosfeer vrij nauwkeurig te bepalen.
Tijdens ijstijden neemt de cryosfeer sterk in omvang toe.